# Bathyraja simoterus
Bathyraja simoterus är en rockeart som först beskrevs av Ishiyama 1967.  Bathyraja simoterus ingår i släktet Bathyraja och familjen egentliga rockor. Inga underarter finns listade.